# أولاد إبراهيم (الورادة الدحامنة)
أولاد إبراهيم هو دُوَّار يقع بجماعة بني سمير، إقليم خريبكة، جهة بني ملال خنيفرة في المملكة المغربية. ينتمي الدوّار لمشيخة الورادة الدحامنة التي تضم 5 دواوير. يقدر عدد سكانه بـ 115 نسمة حسب الإحصاء الرسمي للسكان والسكنى لسنة 2004.

## روابط خارجية
- البوابة الوطنية للجماعات الترابية
- المندوبية السامية للتخطيط